# جايمي ميغال ليناراس
جايمي ميغال ليناراس (بالبرتغالية: Jaime Miguel Linares‏) (21 مايو 1982 فيلا ريال البرتغال - ) هو لاعب كرة قدم أنغولي، يلعب كلاعب وسط، شارك في كأس الأمم الأفريقية 2012.

## روابط خارجية
- جايمي ميغال ليناراس على موقع قاعدة بيانات كرة القدم.إي يو (الإنجليزية)
- جايمي ميغال ليناراس على موقع ناشيونال فوتبول تيمز (الإنجليزية)